# کتک سفلی
کتک سفلی، روستایی از توابع بخش گندمان شهرستان بروجن در استان چهارمحال و بختیاری است.

## مردم
مردم این دهستان لرتبار و ازتیره احمدخسروی طایفه زراسوندایل بختیاری می باشند که به گویش لری بختیاری سخن می گویند

## جمعیت
این روستا در دهستان گندمان قرار داشته و براساس آخرین سرشماری مرکز آمار ایران که در سال ۱۳۸۵ صورت گرفته، جمعیت آن ۳۷ نفر (۹خانوار) بوده‌است.